# فأرة حاسوب

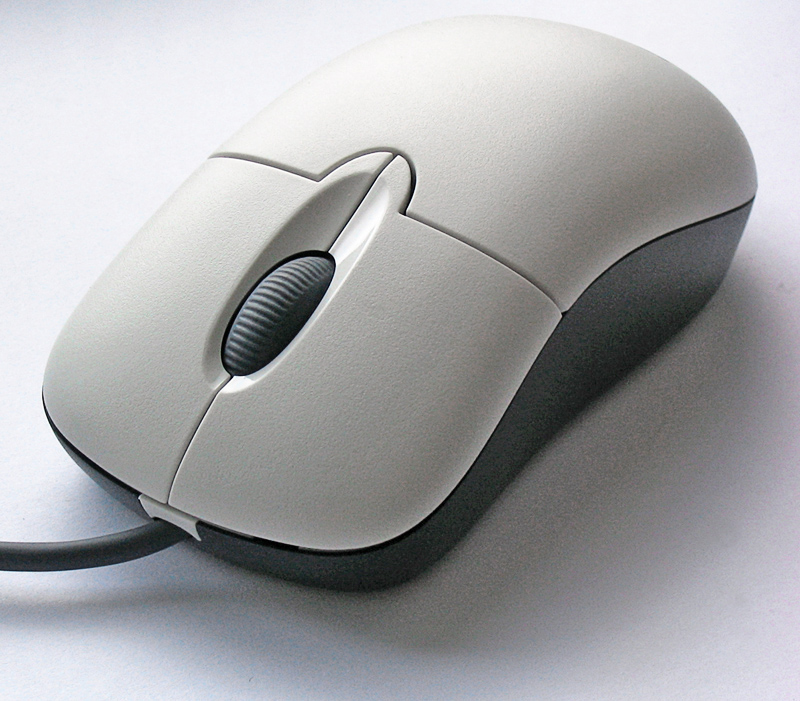
فأرة حاسوب افتراضية

الفأرة (بالإنجليزية: Computer mouse)‏ هي إحدى وحدات الإدخال في الحاسوب التي تُستعمل يدوياً للتأشير والنقر في الواجهة الرسومية، وتعتمد أساساً في استعمالها على حركتها فوق سطح مساعد. وتحتوي الفأرة الافتراضية حالياً على زرين وعجلة في المنتصف تعمل كزر وسطي.

## تاريخها

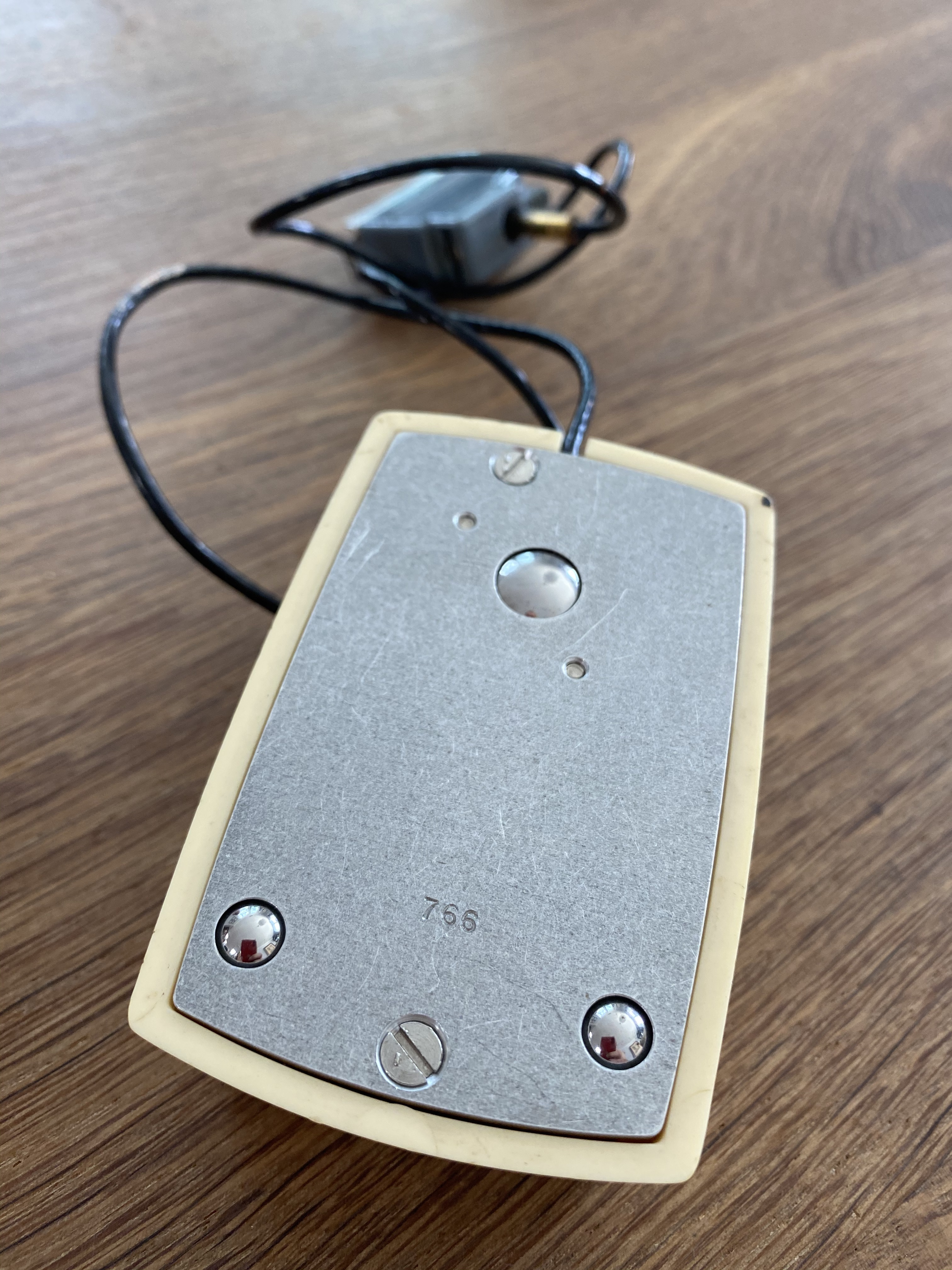
أسفل فأرة الحاسوب الإفتراضية

قام باختراعها دوغلاس إنجيلبارت العالم بمعهد ستانفورد عام 1963م. يرجع أول استخدام للفأرة عام 1973 في حاسوب زيروكس ألتو (Xerox Alto) الذي كان من أولى الحواسيب للاستخدام الفردي، وهو الحاسوب الذي استخدمت فيه الفأرة بشكلها القديم وبزرين. بعده حاسوب ليليث من قبل فريق نيكلاوس ويرث في المعهد الفدرالي السويسري للتكنولوجيا في زيورخ. بين عامي 1978 و1980، وجاءت الفأرة في نسخته الثالثة كجزء من الجهاز مع نظام المعلومات ستار زيروكس 8010 في عام 1981.
بعد مدة انتشرت الفأرة في الحواسيب الشخصية مثل أبل ماكنتوش وزرين في الحواسيب الشخصية (PC) ولاحقاً تم إضافة عجلة الانزلاق، ومن ثم زيادة عدد الأزرار إلى ثلاثه ثم تم استبدال الزر الأوسط بعجلة ودمج بها هذا الزر وبعض الأنواع الآن تحتوي على أكثر من ثلاثة أزرار وتكون قابلة للبرمجة، وتختص باقى الأزرار لتطبيقات الألعاب أو الرسومات والتصاميم.

## طريقة العمل
تتحكم الفأرة عادةً في حركة المؤشر في بعدين في واجهة المستخدم الرسومية (GUI). تقوم الفأرة بتحويل حركات اليد الممسكة بها للخلف وللأمام ولليسار ولليمين إلى إشارات إلكترونية مكافئة تُستخدم بدورها لتحريك المؤشر.
ويتم تطبيق الحركات المتصلة للفأرة بحركة اليد على سطح الجهاز في موضع المؤشر على الشاشة، والذي يشير إلى النقطة التي تحدث فيها إجراءات المستخدم، وبذلك يتم تكرار حركات اليد بواسطة المؤشر. إذ يمكن للنقر أو التمرير (مع إيقاف الحركة أثناء وجود المؤشر داخل حدود المنطقة) تحديد الملفات أو البرامج أو الإجراءات من قائمة الأسماء، أو (في الواجهات الرسومية) من خلال صور صغيرة تسمى «أيقونات» وعناصر أخرى. فعلى سبيل المثال: قد يتم تمثيل ملف نصي بواسطة صورة دفتر ملاحظات ورقي، والنقر أثناء مرور المؤشر فوق هذه الأيقونة قد يتسبب في قيام برنامج تحرير نص بفتح الملف في نافذة.
وتتسبب الطرق المختلفة لاستخدام الفأرة في حدوث أشياء محددة في واجهة المستخدم الرسومية:
- النقر: الضغط على الزر وتحريره.

1. نقرة واحدة (زر اليسار): النقر فوق الزر الرئيسي.
2. النقر المزدوج (زر اليسار): النقر فوق الزر مرتين في تتابع سريع يعد بمثابة إشارة مختلفة عن نقرتين منفردتين منفصلتين.
3. النقر الثلاثي (زر اليسار): النقر على الزر ثلاث مرات في تتابع سريع يعد بمثابة إيماءة مختلفة عن ثلاث نقرات فردية منفصلة. النقرات الثلاثية أقل شيوعًا في التنقل التقليدي.
4. النقر بزر الفأرة الأيمن: النقر فوق الزر الثانوي، أو النقر بالإصبعين. (هذا يجلب قائمة بخيارات مختلفة حسب البرنامج)
5. النقر الأوسط: النقر فوق الزر الثالث.

- السحب والإفلات: الضغط مع الاستمرار على زر، ثم تحريك الماوس دون تحريره. (يتم استخدام الأمر «السحب باستخدام زر الماوس الأيمن» بدلاً من «السحب» فقط عندما يُوَجه المرء المستخدم إلى سحب العنصر أثناء الضغط على زر الماوس الأيمن لأسفل بدلاً من زر الماوس الأيسر الأكثر استخدامًا.)
- الضغط على كلا زري الفأرة (chording) والمعروف أيضا باسم التنقل التأرجحي:

1. مزيج من النقر بزر الماوس الأيمن ثم النقر بزر الماوس الأيسر.
2. مزيج من النقر بزر الماوس الأيسر ثم النقر بزر الماوس الأيمن أو حرف لوحة المفاتيح.
3. مزيج من النقر بزر الماوس الأيمن أو الأيسر وعجلة الماوس.

- النقر أثناء الضغط باستمرار على مفتاح التعديل.
- تحريك المؤشر لمسافة طويلة: عندما يتم الوصول إلى حد معين لحركة الفأرة، يرفع المرء الفأرة ويضعها على الحافة المقابلة لمنطقة العمل أثناء تثبيتها في الهواء، ثم يعيد وضعها على سطح العمل. وهذا ليس ضروريًا في كثير من الأحيان؛ لأن برنامج التسريع يكتشف الحركة السريعة، ويحرك المؤشر بشكل أسرع بشكل متناسب مقارنة بحركة الفأرة البطيئة.
- اللمس المتعدد: تشبه هذه الطريقة لوحة اللمس متعددة اللمس على جهاز كمبيوتر محمول مع دعم إدخال النقر لعدة أصابع، وأشهر مثال على ذلك هو فأرة أبل السحرية.

### إيماءات
يمكن للمستخدمين أيضًا استخدام الفئران بطريقة إيمائية. مما يعني أن الحركة المنمقة بأسلوب معين لمؤشر الماوس نفسه والتي تسمى «إيماءة»، يمكنها إصدار أمر أو تعيين إجراء معين. فعلى سبيل المثال في برنامج الرسم، قد يؤدي تحريك الماوس في حركة "x" السريعة فوق شكل إلى حذف الشكل.
نادرًا ما تحدث واجهات الإيماء (Gestural)، وتُستعمل أكثر منها التأشير والنقر البسيط، وغالبًا ما يجد الناس صعوبة في استخدامها؛ لأنها تتطلب تحكمًا أدق في المحرك من قِبَل المستخدم. ومع ذلك فقد انتشرت بعض الاصطلاحات الإيمائية على نطاق واسع، بما في ذلك إيماءة السحب والإفلات وذلك في:
1. يضغط المستخدم على زر الفأرة أثناء تحريك مؤشر الفأرة فوق عنصر الواجهة
2. يقوم المستخدم بتحريك المؤشر إلى موقع مختلف أثناء الضغط على الزر
3. يقوم المستخدم بتحرير زر الفأرة

على سبيل المثال قد يقوم المستخدم بسحب وإسقاط صورة تمثل ملفًا على صورة سلة المهملات، وبالتالي توجيه النظام لحذف الملف.
وتشمل الإيماءات الدلالية القياسية:
- الهدف القائم على العبور.
- السحب والإفلات.
- اجتياز القائمة.
- التأشير.
- التمرير (تمرير الماوس).
- الاختيار

### استخدامات محددة
تحدث الاستخدامات الأخرى لمدخلات الفأرة بشكل شائع في مجالات تطبيقات خاصة. ففي الرسومات التفاعلية ثلاثية الأبعاد، غالبًا ما تُترجم حركة الفأرة مباشرةً إلى تغييرات في اتجاه الكائنات الافتراضية أو اتجاه الكاميرا. فعلى سبيل المثال في نوع ألعاب إطلاق النار، من منظور الشخص الأول يستخدم اللاعبون عادةً الفأرة للتحكم في الاتجاه الذي يواجه فيه «رأس» اللاعب الافتراضي: سيؤدي تحريك الماوس لأعلى إلى أن ينظر اللاعب لأعلى، ويكشف المشهد فوق رأس اللاعب. وتعمل الوظيفة ذات الصلة على تدوير صورة عنصر، بحيث يمكن فحص جميع جوانبه. غالبًا ما تقوم برامج التصميم والرسوم المتحركة ثلاثية الأبعاد بتجميع العديد من التركيبات المختلفة بشكل نمطي للسماح بتدوير الكائنات والكاميرات وتحريكها عبر الفضاء باستخدام المحاور القليلة التي يمكن لفئران الحركة اكتشافها.
وعندما تحتوي أجهزة الماوس على أكثر من زر، قد يقوم البرنامج بتعيين وظائف مختلفة لكل زر. ففي كثير من الأحيان سيحدد الزر الأساسي (أقصى اليسار في التكوين لمستخدمين اليد اليمنى) على الفأرة العناصر، وسيُظهر الزر الثانوي (أقصى اليمين في مستخدمي اليد اليمنى) قائمة بالإجراءات البديلة المطبقة على هذا العنصر. فعلى سبيل المثال في الأنظمة الأساسية التي تحتوي على أكثر من زر واحد، سيتبع مستعرض الويب موزيلا ارتباطًا وذلك استجابةً لنقرة زر أساسية، وسيظهر قائمة سياقية بالإجراءات البديلة لذلك الارتباط استجابةً لنقرة زر ثانوي، وغالبًا ما سوف تفتح الرابط في علامة تبويب أو نافذة جديدة ردًا على نقرة باستخدام زر الفأرة الثالث (الأوسط).

## الشكل البدائي للفأرة

رسم تخطيطي لمكونات فأرة الكرة

يمكن تأريخ بدايه الظهور البدائي لفأرة الحاسوب باختراع كرية التعقب عام 1952م على أيدي كل من توم كرانستون وفريد لونجستاف وكنيون تايلور العاملين في البحرية الملكية الكندية، ضمن مشروع داتار، وتكونت كرية التعقب أساساً من كرة البولينج خماسية المسامير، ولم تسجل لها براءة اختراع، ذلك كون الجهاز ضمن مشروع عسكري سري وكانت وظيفة كرية التعقب هذه هي التأشير (أي أنها مؤشر) وقد تم استخدام مصطلح فأرة لأول مرة عام 1965م.

## أنواعها

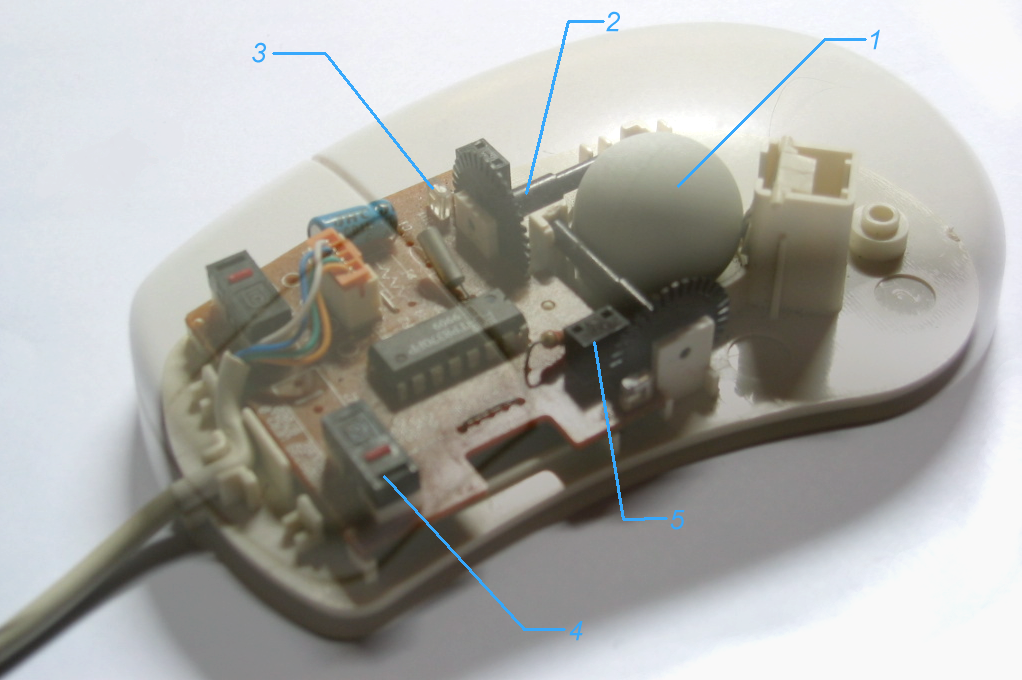
مكونات فأرة الحاسوب ذي الكرة

هناك نوعان من الفأرة وهي:

### فأرة الكرة
ويعتمد في التعرف على حركة الفأرة على كرة داخل الفأرة تدور مع حركة الفأرة وتؤثر حركتها على ترسين صغيرين متعامدين.

### الفأرة الضوئية
تعتمد على شعاع من ضوء الليزر أشباه الموصلات المركز أسفل الفأرة ينعكس من على السطح ويتم استقباله على شريحة إلكترونية أشبه بحساس التصوير.

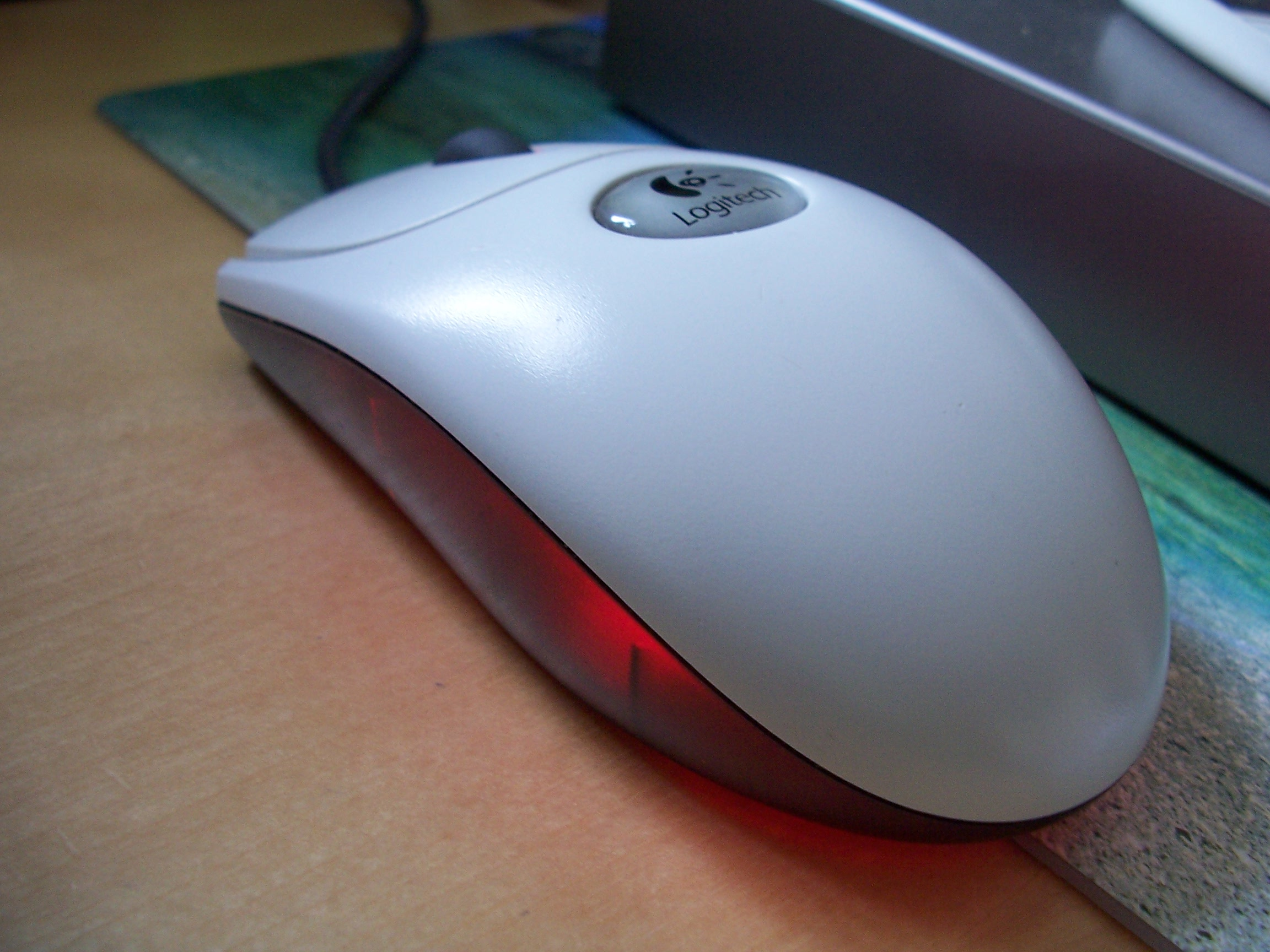
فأرة ضوئية تعمل بليزر أشباه الموصلات

## بروتوكول الاتصال والترابط

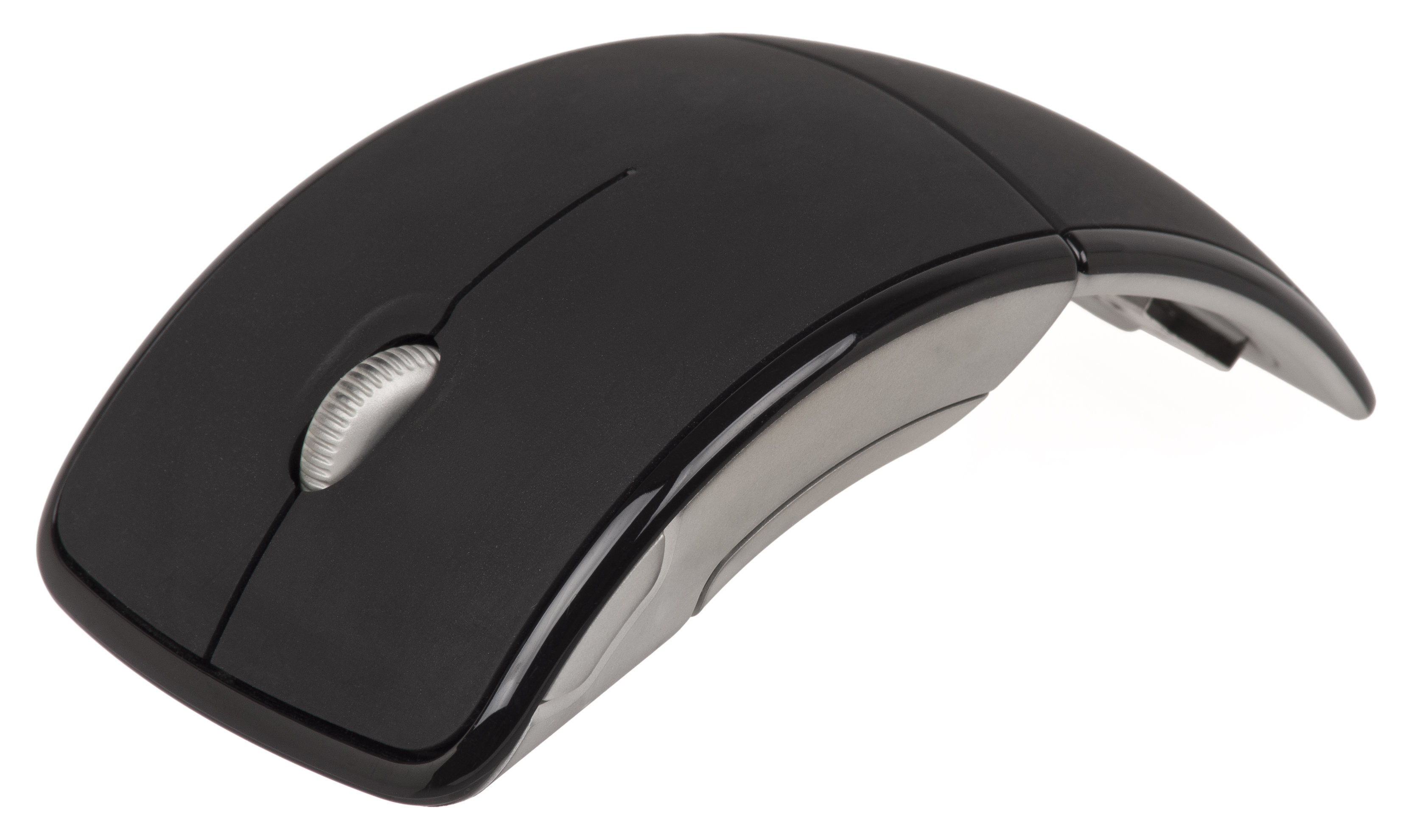
فأرة آرك ماوس لا سلكية من تصميم شركة مايكروسوفت

لنقل المدخلات، تستخدم الفأرة باشكالها المتعددة والمزودة بكبلات نموذجية سلكًا كهربائيًا رفيعًا ينتهي بموصل قياسي، مثل RS-232C أو PS-2 أو ADB أو يو اس بي. بدلاً من ذلك، تنقل الفارة اللاسلكية البيانات عبر الأشعة تحت الحمراء أو الراديو (بما في ذلك البلوتوث)، على الرغم من أن العديد من هذه الواجهات اللاسلكية متصلة نفسها من خلال الحافلات التسلسلية السلكية المذكورة أعلاه.
في حين أن الواجهة الكهربائية وتنسيق البيانات المرسلة بواسطة الفئران المتاحة بشكل شائع يتم توحيدها حاليًا على USB ، فقد اختلفت في الماضي بين مختلف الشركات المصنعة. يستخدم ماوس الناقل بطاقة واجهة مخصصة للاتصال بجهاز كمبيوتر IBM الشخصي أو كمبيوتر متوافق.
أصبح استخدام الماوس في تطبيقات نظام دوس أكثر شيوعًا بعد تقديم شركة مايكروسوفت الفأرة، ويرجع ذلك إلى حد كبير إلى أن مايكروسوفت قدمت معيارًا مفتوحًا للاتصال بين التطبيقات وبرامج تشغيل الماوس. وبالتالي، فإن أي تطبيق مكتوب لاستخدام معيار شركة مايكروسوفت يمكنه استخدام فأرة مع برنامج تشغيل يقوم بتنفيذ نفس واجهة برمجة التطبيقات، حتى إذا كان جهاز الماوس نفسه غير متوافق مع شركة مايكروسوفت. يوفر برنامج التشغيل هذا حالة الأزرار والمسافة التي قطعها الماوس في الوحدات التي يطلق عليها وثائقيات mickeys 

### تصميم الفأرة المبكر

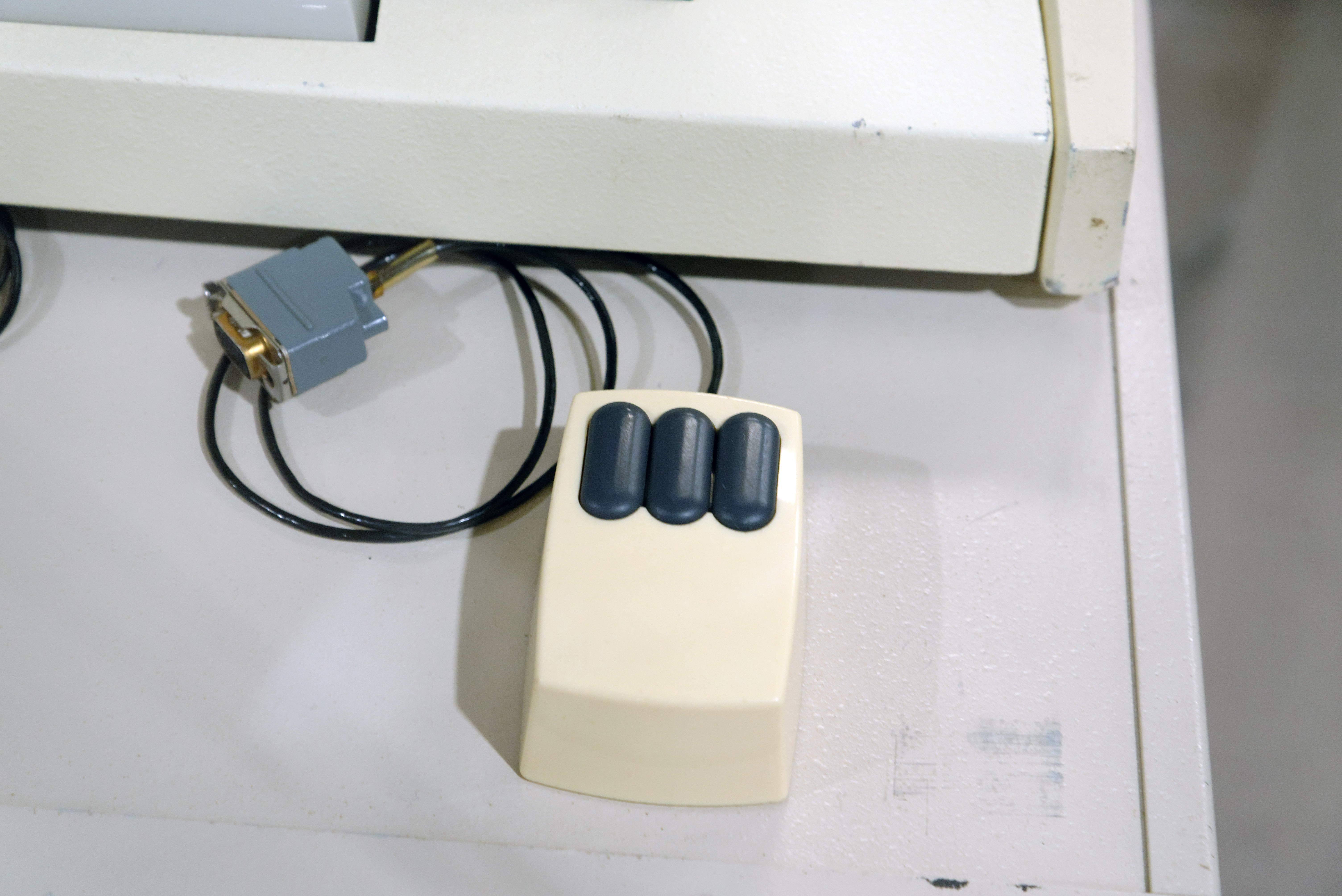
فأرة من تصميم شركة اسيروكس ألتو

في السبعينيات من القرن العشرين تم استخدم فأرة من تصميم شركة اكسيرو ألتو، وفي الثمانينيات الفأرة الضوئية اكسيروكس ذات واجهة الابعاد X و Y وذات التشفير التربيعي. يحتوي هذا الترميز المكون من وحدتي قياس بت لكل بُعد على خاصية تغيير بت واحد فقط من الاثنين في كل مرة، مثل رمز رمادي أو عداد جونسون، بحيث لا يساء تفسير الانتقالات عند أخذ العينات بشكل غير متزامن.
استخدمت الفارة الأقدم في السوق الشامل، مثل الفأرة ماكنتوش الأصلية وأميغاو أتاري إس تي موصل دي سبميني أتور ‏ ذات المداخل التسعة لارسال إشارات المحور X و Y المشفرة من التربيع مباشرةً، بالإضافة إلى مدخل واحد لكل زر فارة. كانت الفأرة عبارة عن جهاز ميكانيكي بصري بسيط، وكانت دوائر فك التشفير كلها في الكمبيوتر الرئيسي.
تم تصميم موصلات DE-9 لتكون متوافقة كهربائيًا مع أجهزة التحكم الشائعة في العديد من أنظمة ذات 8 بت، مثل كومودور 64 وأتاري 2600. على الرغم من أنه يمكن استخدام المنافذ لكلا الاستخدامين، إلا أنه يجب تفسير الإشارات بشكل مختلف. نتيجة لذلك يؤدي توصيل الفأرة بمنفذ عصا التحكم إلى تحرك «عصا التحكم» بشكل مستمر في بعض الاتجاهات، حتى إذا ظل الماوس ثابتًا، بينما يؤدي توصيل عصا التحكم في منفذ الفأرة إلى قدرة «الفأرة» على تحريك بكسل واحد في كل اتجاه.

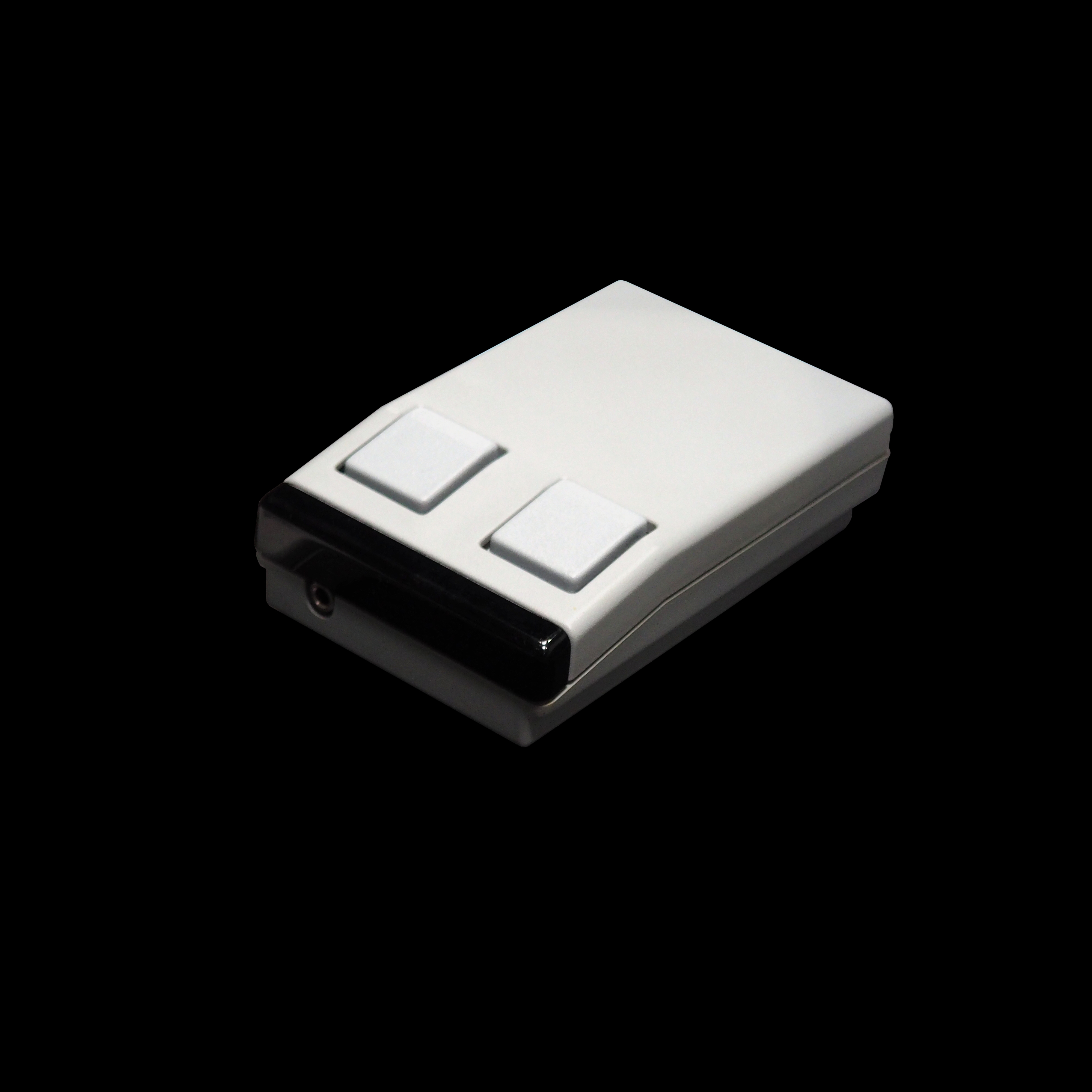
The Logitech Metaphor, the first wireless mouse (1984). On display at the Musée Bolo، مدرسة لوزان الاتحادية للفنون التطبيقية
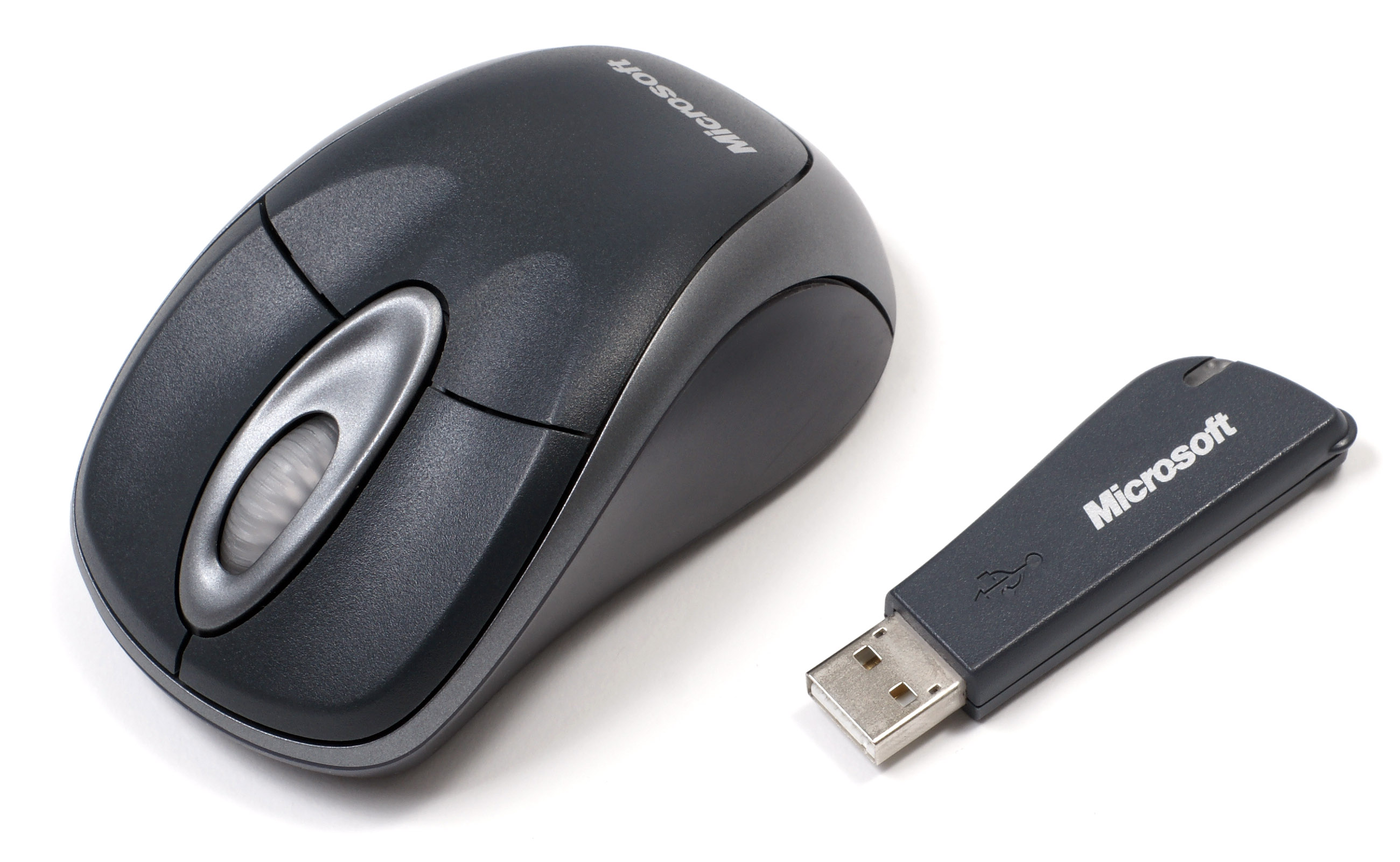
A Microsoft wireless mouse made for notebook computers
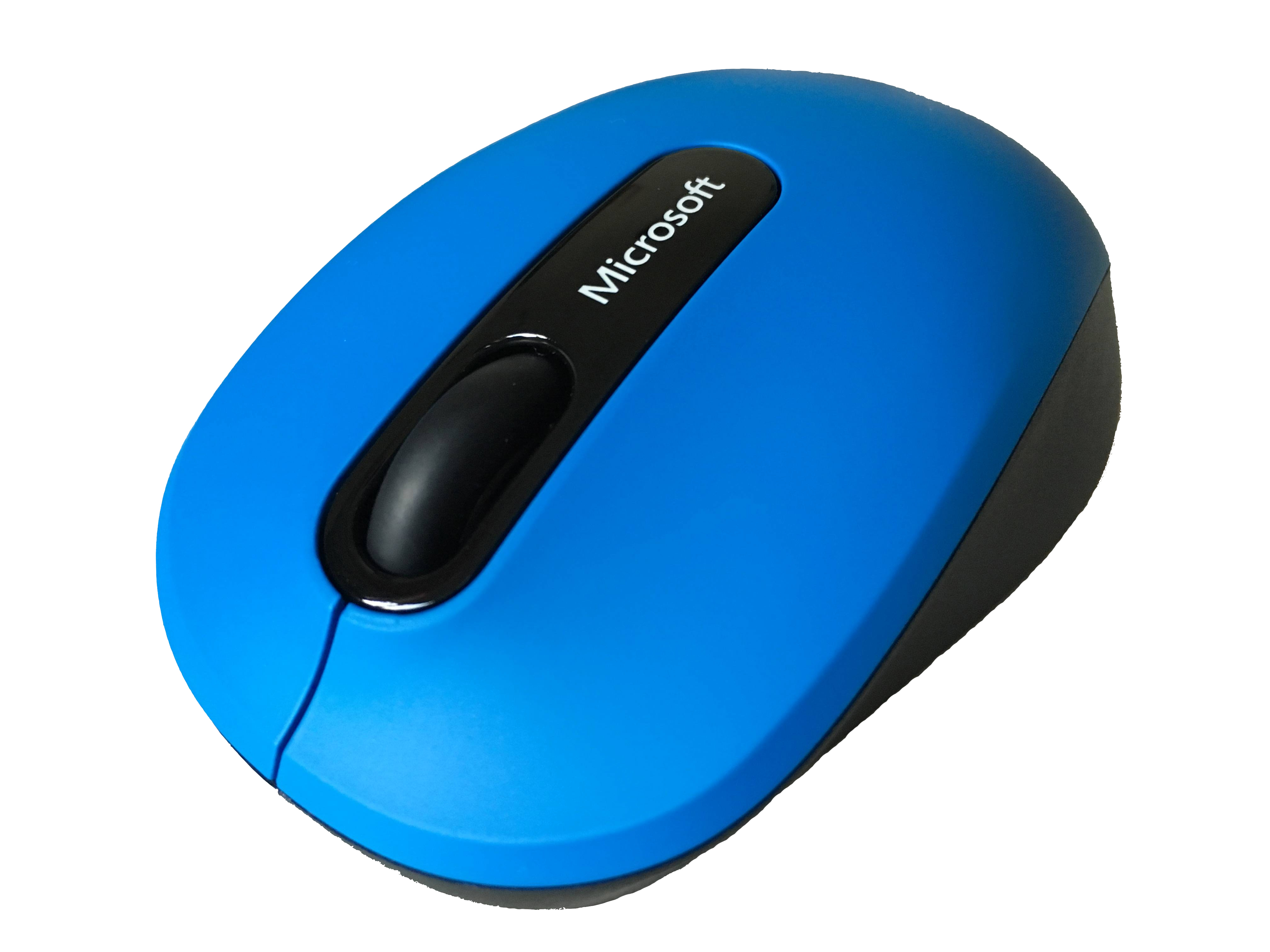
Microsoft Bluetooth Mobile Mouse 3600

## قبضات الفأرة
طرق الإمساك بالفأرة والتحكم بها فلكل مستخدم حاسوب طريقة خاصة لمسك الفأرة ويوجد ثلاثة تصنيفات رئيسية لقبضات الفأرة حيث لكل قبضة تصميم فأرة مختلف عن التصميمين الأخريين لتجنب آلام اليد وهم:
- قبضة الكف وهي أكثر مسكات الفأرة شيوعاً حيث تكون راحة اليد منبسطة على سطح الفأرة.
- قبضة المخلب تعتمد هذه المسكة على تقويس أصابع اليد بحيث تكون أطراف الأصابع هي الملامسة لأعلى الفأرة.
- قبضة الأصابع هذه المسكة تكون باستخدام إصبعين فقط على سطح الفأرة والأصابع الأخرى تكون ممسكة بالفأرة من الأسفل.

## اتصالها بالحاسوب
1. سلكياً عن طريق منفذ PS/2 أو USB.
2. لا سلكياً بدون سلك للتوصيل مع الحاسوب وذلك عن طريق تقنية البلوتوث والتي توفر وسيلة لا سلكية لنقل معلومات الحركة من الفأرة إلى جهاز استقبال متصل بالحاسوب.

## أنظمة التشغيل الداعمة
يدعم أم أس دوس وويندوز 1.0 توصيل الفأرة مثل فأرة مايكروسوفت عبر واجهات متعددة: بولبوينت أو باص (إنبورت) أو المنفذ التسلسلي أو بي أس / 2.
أضاف ويندوز 98 دعمًا مدمجًا لفئة يو أس بي جهاز واجهة بشري (USB HID) مع دعم التمرير العمودي الأصلي. وقام نظاما التشغيل ويندوز 2000 وويندوز مي بتوسيع هذا الدعم المدمج ليشمل أجهزة ماوس ذات 5 أزرار.
قدمت ويندوز XP سيرفز باك 2 حزمة بلوتوث، مما يسمح باستخدام أجهزة فأرة البلوتوث بدون أي مستقبلات USB. وأضافت ويندوز فيستا دعمًا أصليًا للتمرير الأفقي ودقة حركة العجلة القياسية للتمرير الدقيق.
قدم نظام التشغيل ويندوز 8 دعم HID للفأرة / BLE (بلوتوث منخفض الطاقة).

## أنظمة متعددة الفأرة
تسمح بعض الأنظمة باستخدام اثنين أو أكثر من أجهزة الفأرة في وقت واحد كأجهزة إدخال. واستخدمت أجهزة الكمبيوتر المنزلية في أواخر الثمانينيات مثل أميغا هذا للسماح لألعاب الحاسوب مع لاعبين يتفاعلان على نفس الحاسوب (على سبيل المثال ليمينغز والمستوطنون). تُستخدم الفكرة نفسها أحيانًا في البرمجيات التعاونية، على سبيل المثال لمحاكاة السبورة التي يمكن لعدة مستخدمين الاعتماد عليها دون تمرير فأرة واحدة حولها.
وقد قامت مايكروسوفت ويندوز منذ ويندوز 98 بدعم العديد من أجهزة التأشير المتزامنة. ونظرًا لأن ويندوز لا يوفر سوى مؤشر شاشة واحد، فإن استخدام أكثر من جهاز واحد في نفس الوقت يتطلب تعاون المستخدمين أو التطبيقات المصممة لأجهزة الإدخال المتعددة.
غالبًا ما تُستخدم الفئران المتعددة في الألعاب متعددة المستخدمين بالإضافة إلى الأجهزة المصممة خصيصًا والتي توفر العديد من واجهات الإدخال.
وتحتوي ويندوز أيضًا على دعم كامل لتكوينات الإدخال / الفأرة المتعددة للبيئات متعددة المستخدمين.
بدءًا من ويندوز XP قدمت مايكروسوفت SDK لتطوير التطبيقات التي تسمح باستخدام أجهزة إدخال متعددة في نفس الوقت مع مؤشرات مستقلة ونقاط إدخال مستقلة. ومع ذلك يبدو أنه لم يعد متاحًا.
قدم تقديم ويندوز فيستا ومايكروسوفت سرفيس (المعروف الآن باسم مايكروسوفت بيكسلسينس) مجموعة جديدة من واجهات برمجة التطبيقات (API) للإدخال التي تم تبنيها في ويندوز 7 مما يسمح بـ 50 نقطة / مؤشر، يتحكم فيها مستخدمون مستقلون. توفر نقاط الإدخال الجديدة مدخلات الماوس التقليدية؛ ومع ذلك فقد تم تصميمها مع مراعاة تقنيات الإدخال الأخرى مثل اللمس والصورة. وهي توفر إحداثيات ثلاثية الأبعاد جنبًا إلى جنب مع الضغط والحجم والإمالة والزاوية والقناع وحتى صورة نقطية للصورة للرؤية والتعرف على نقطة الإدخال / الكائن على الشاشة.
اعتبارًا من عام 2009 تدعم توزيعات لينكس وأنظمة التشغيل الأخرى التي تستخدم إكس أورج، مثل أوبن سولاريس وفري بي ‌إس ‌دي 255 مؤشرًا / نقطة إدخال من خلال متعدد المؤشر إكس (Multi-Pointer X). ومع ذلك لا يوجد حاليًا أي مدير نوافذ يدعم ملتي بوينتر إكس مما يجعله محصورًا في استخدام البرمجيات المخصصة.
كانت هناك أيضًا اقتراحات لوجود مشغل واحد يستخدم فأرتين في وقت واحد كوسيلة أكثر تعقيدًا للتحكم في تطبيقات الرسومات والوسائط المتعددة.

## مسند فأرة الحاسوب
لم تكن فأرة إنجلبارت الأصلية بحاجة إلى لوحة فأرة، إذ كان للفأرة عجلتان كبيرتان يمكنانها من أن تتدحرج على أي سطح تقريبًا. ومع ذلك فإن معظم الفئران الميكانيكية اللاحقة بدءًا من الفأرة ذات الكرة الدوارة الفولاذية تتطلب لوحة فأرة للحصول على الأداء الأمثل.
لوحة الفأرة هي أكثر ملحقات الماوس شيوعًا، وظهرت بالاقتران مع الفئران الميكانيكية، لأن لف الكرة بسلاسة يتطلب احتكاكًا أكثر مما توفره أسطح المكتب الشائعة عادةً. يوجد أيضًا ما يسمى بـ «مساند الفأرة الصلبة» لللاعبين أو الفئران البصرية / الليزر.
لا تتطلب معظم الفئران الضوئية والليزر لوحة، والاستثناء الملحوظ هو الفئران البصرية المبكرة التي اعتمدت على شبكة موجودة على اللوحة لاكتشاف الحركة (مثل أنظمة الماوس "Mouse Systems"). وبالتالي فإن استخدام لوحة فأرة صلبة أو ناعمة مع الفأرة البصرية هو إلى حد كبير مسألة تفضيل شخصي. وقد يحدث استثناء واحد عندما يتسبب سطح المكتب في حدوث مشكلات في التتبع البصري أو بالليزر، على سبيل المثال: سطح شفاف أو عاكس مثل الزجاج.
تأتي بعض الفئران أيضًا مع «منصات» صغيرة متصلة بالسطح السفلي، وتسمى أيضًا أقدام الفأرة أو زلاجات الفأرة والتي تساعد المستخدم على تحريك الماوس بسلاسة عبر الأسطح.

## فأرة الحاسوب في السوق

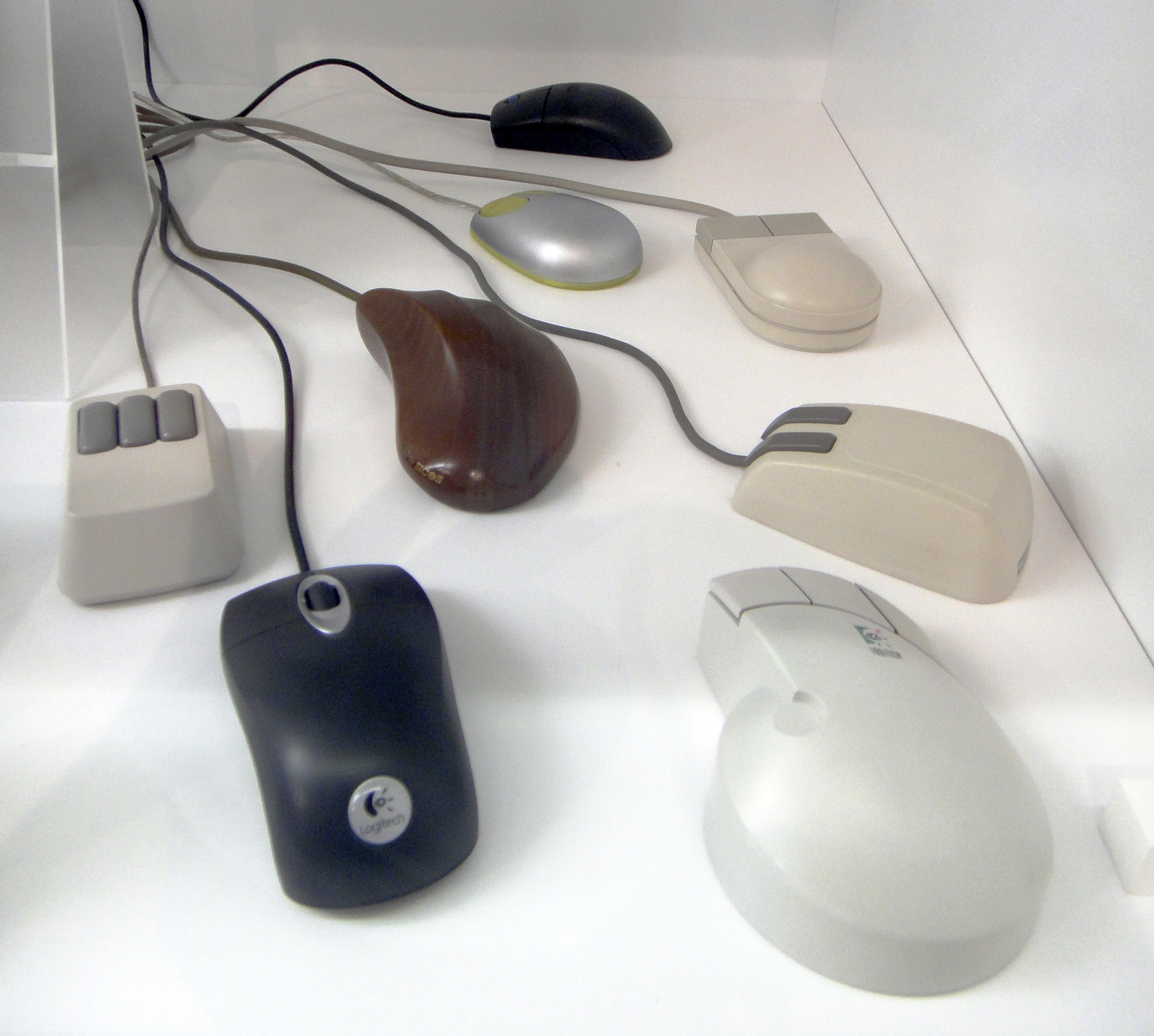
فأرة كمبيوتر بنيت بين عامي 1986 و2007

حوالي عام 1981 قامت زيروكس (Xerox) بتضمين الفئران مع زيروكس ستار، استنادًا إلى الماوس المستخدم في السبعينيات على كمبيوتر ألتو في شركة بارك (Xerox PARC). قامت صن ميكروسيستمز وسيمبوليكس وشركة ماكينات ليسب (Lisp Machines Inc) وشركة تكترونكس (Tektronix) أيضًا بشحن محطات العمل مع الفئران، بدءًا من عام 1981 تقريبًا. لاحقًا مستوحاة من ذا ستار، أصدرت شركة أبل للكومبيوتر جهاز أبل ليزا، والذي استخدم أيضًا الفأرة. ومع ذلك لم يحقق أي من هذه المنتجات نجاحًا على نطاق واسع. فقط مع إصدار أبل ماكنتوش في عام 1984 رأى الفأر استخدامًا واسع النطاق.
أدى تصميم ماكنتوش الناجح تجاريًا والمؤثر تقنيًا إلى قيام العديد من البائعين الآخرين بالبدء في إنتاج الفئران أو تضمينها مع منتجات الكمبيوتر الأخرى الخاصة بهم (بحلول عام 1986 أتاري إس تي وأميغا وويندوز 1.0 وGEOS لجهاز كومودور 64 وآبل آي آي جي إس).
إن التبني الواسع لواجهات المستخدم الرسومية في البرامج في الثمانينيات والتسعينيات جعل الفئران كلها لا غنى عنها للتحكم في أجهزة الكمبيوتر. في نوفمبر 2008 قامت شركة لوجيتيك ببناء فأرتها المليار.

## الاستخدام في الألعاب

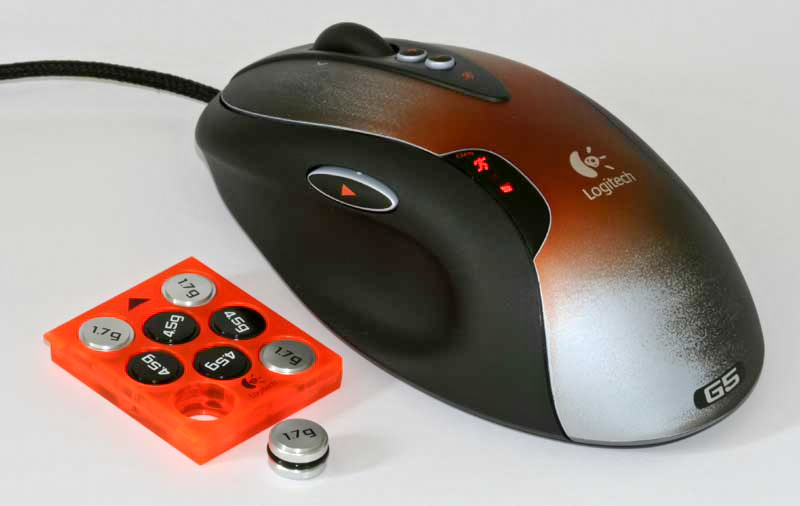
فأرة ليزر G5لوجيتك (Logitech G5 laser mouse) مصمم للألعاب، بأوزان قابلة للتعديل (يسار)

كانت لعبة اللغز الكلاسيكي لملحقات ماك أو إس المكتبية (Classic Mac OS Desk Accessory Puzzle) في عام 1984 هي أول لعبة مصممة خصيصًا للماوس. وغالبًا ما يعمل الجهاز كواجهة لألعاب الكمبيوتر المعتمدة على الكمبيوتر وأحيانًا لوحدات تحكم ألعاب الفيديو.

### تصويب منظور الشخص الأول
تتناسب FPSs بشكل طبيعي مع التحكم المنفصل والمتزامن في حركة اللاعب وهدفه، وقد تم تحقيق ذلك تقليديًا على أجهزة الكمبيوتر باستخدام مزيج من لوحة المفاتيح والماوس. يستخدم اللاعبون المحور س للفأرة للنظر (أو الدوران) لليسار واليمين، والمحور ص للبحث لأعلى ولأسفل. وتُستخدم لوحة المفاتيح للحركة والمدخلات التكميلية.
يفضل العديد من لاعبي نوع الرماية الفأر على العصا التناظرية في لوحة الألعاب جيم باد لأن النطاق الواسع للحركة الذي يوفره الفأر يسمح بتحكم أسرع وأكثر تنوعًا. على الرغم من أن العصا التناظرية تسمح للاعب بتحكم أكثر دقة، إلا أنها ضعيفة بالنسبة لحركات معينة، حيث يتم ترحيل مدخلات اللاعب بناءً على متجه لكل من اتجاه العصا وحجمها. وبالتالي فإن الحركة الصغيرة ولكن السريعة (المعروفة باسم "flick-shotting") باستخدام لوحة الألعاب تتطلب من اللاعب تحريك العصا بسرعة من وضع السكون إلى الحافة والعودة مرة أخرى في تتابع سريع، وهي مناورة صعبة. بالإضافة إلى ذلك فإن العصا لها حجم محدود. إذا كان اللاعب يستخدم العصا حاليًا للتحرك بسرعة غير صفرية، فإن قدرته على زيادة معدل حركة الكاميرا تكون محدودة بشكل أكبر بناءً على الموضع الذي كانت فيه العصا المزاحة بالفعل قبل تنفيذ المناورة. وتأثير ذلك هو أن الفأرة مناسبة تمامًا ليس فقط للحركات الصغيرة والدقيقة ولكن أيضًا للحركات الكبيرة والسريعة والحركات الفورية سريعة الاستجابة. وكلها مهمة في ألعاب الرماية. وتمتد هذه الميزة أيضًا بدرجات متفاوتة إلى أنماط ألعاب مماثلة مثل ألعاب التصويب من منظور الشخص الثالث.
تحتوي بعض الألعاب أو محركات الألعاب التي تم نقلها بشكل غير صحيح على منحنيات تسريع واستيفاء تنتج عن غير قصد تسارعًا مفرطًا أو غير منتظم أو حتى سلبيًا عند استخدامها مع الفأرة بدلاً من جهاز الإدخال الافتراضي الذي لا يستخدم الفأرة لمنصتها الأصلية. واعتمادًا على مدى عمق هذا السلوك السيئ، قد تتمكن تصحيحات المستخدم الداخلية أو برامج جهات الطرف الثالث الخارجية من إصلاحها. سيكون لـمحركات الألعاب الفردية أيضًا حساسيتها الخاصة. هذا غالبًا ما يقيدك من أخذ حساسية موجودة في إحدى الألعاب، ونقلها إلى أخرى والحصول على نفس قياسات الدوران 360. إذ إنه من مطلوب محول حساسية لترجمة حركات الدوران بشكل صحيح.
ونظرًا لتشابهها مع واجهة WIMP الاستعارية لسطح المكتب التي صممت الفئران من أجلها في الأصل، ولأصول ألعاب الطاولة الخاصة بها، فإن الألعاب الاستراتيجية الحاسوبية تُلعب بشكل شائع مع الفئران. على وجه الخصوص تتطلب استراتيجية الوقت الفعلي وألعاب موبا عادةً استخدام الفأر.
ويتحكم الزر الأيسر عادةً في إطلاق النار الأساسي. إذا كانت اللعبة تدعم أوضاع إطلاق النار المتعددة، فغالبًا ما يوفر الزر الأيمن إطلاق نار ثانوي من السلاح المحدد. والألعاب التي تحتوي على وضع إطلاق نار واحد فقط ستعمل بشكل عام على تعيين إطلاق نار ثانوي على تصويب المشاهد (ADS). في بعض الألعاب قد يستدعي الزر الأيمن أيضًا ملحقات لسلاح معين، مثل السماح بالوصول إلى نطاق بندقية قنص أو السماح بتركيب حربة أو كاتم صوت.
يمكن للاعبين استخدام عجلة التمرير لتغيير الأسلحة (أو للتحكم في تكبير نطاق التكبير، في الألعاب القديمة). وفي معظم ألعاب إطلاق النار من منظور الشخص الأول، قد تقوم البرمجة أيضًا بتعيين المزيد من الوظائف لأزرار إضافية على الفئران مع أكثر من ثلاثة عناصر تحكم. تتحكم لوحة المفاتيح عادة في الحركة (على سبيل المثال: المفاتيح WASD للتحرك للأمام واليسار والخلف واليمين على التوالي) ووظائف أخرى مثل تغيير الوضع. نظرًا لأن الفأرة تعمل على التصويب، فإن الفأر الذي يتتبع الحركة بدقة وبتأخر أقل (زمن انتقال) يمنح اللاعب ميزة على اللاعبين الذين لديهم فأرة أقل دقة أو أبطأ. وفي بعض الحالات يمكن استخدام زر الفأرة الأيمن لتحريك اللاعب للأمام، إما بدلاً من تكوين WASD النموذجي أو بالتزامن معه.
توفر العديد من الألعاب لللاعبين خيار تعيين اختيارهم لمفتاح أو زر لعنصر تحكم معين. تقنية مبكرة للاعبين القصف الدائري، وتكون لاعبًا يقصف باستمرار أثناء التصويب وإطلاق النار على الخصم عن طريق السير في دائرة حول الخصم مع الخصم في وسط الدائرة. ويمكن للاعبين تحقيق ذلك عن طريق الضغط باستمرار على مفتاح للقصف مع توجيه الفأرة باستمرار نحو الخصم.
تحظى الألعاب التي تستخدم الفئران للإدخال بشعبية كبيرة لدرجة أن العديد من الشركات المصنعة تصنع الفئران خصيصًا للألعاب. وقد تتميز هذه الفئران بأوزان قابلة للتعديل ومكونات ضوئية أو ليزر عالية الدقة وأزرار إضافية وشكل مريح وميزات أخرى مثل العد لكل بوصة (CPI) القابل للتعديل. وعادةً ما يتم استخدام بنجي الفأرة (Mouse Bungees) مع فئران الألعاب لأنه يزيل إزعاج الكابل.
تحتوي العديد من الألعاب مثل ألعاب إطلاق النار من منظور الشخص الأول أو الثالث، على إعداد يسمى «عكس الفأرة» أو ما شابه (يجب عدم الخلط بينه وبين «انعكاس الزر»، والذي يؤديه أحيانًا المستخدمون اللذين يستخدمون يدهم اليسرى «أعسر») والذي يسمح للمستخدم بالنظر إلى أسفل من خلال تحريك الفأرة للأمام وللأعلى عن طريق تحريك الفأرة للخلف (عكس الحركة غير المقلوبة). يشبه نظام التحكم هذا نظام عصي التحكم في الطائرة، حيث يؤدي التراجع إلى ارتفاع درجة الصوت والدفع إلى الأمام. وعادة ما تحاكي أذرع التحكم الخاصة بالكمبيوتر تكوين التحكم هذا.
بعد الضربة التجارية لإد سوفتوير لدوم، والتي لم تدعم التصويب الرأسي، أصبح المنافس ماراثون بنجي (Bungie's Marathon) أول شخص يطلق النار من منظور الشخص الأول يدعم استخدام الفأرة للتصويب لأعلى ولأسفل. والألعاب التي تستخدم محرك البناء لديها خيار لعكس المحور ص. ميزة «العكس» في الواقع جعلت الفأرة تتصرف بطريقة يعتبرها المستخدمون الآن غير مقلوبة (بشكل افتراضي أدى تحريك الفأر إلى الأمام إلى النظر إلى أسفل). وبعد فترة وجيزة أصدرت شركة إد سوفتوير لعبة كوايك، والتي قدمت ميزة العكس كما يعرفها المستخدمون الآن.

### أجهزة منزلية

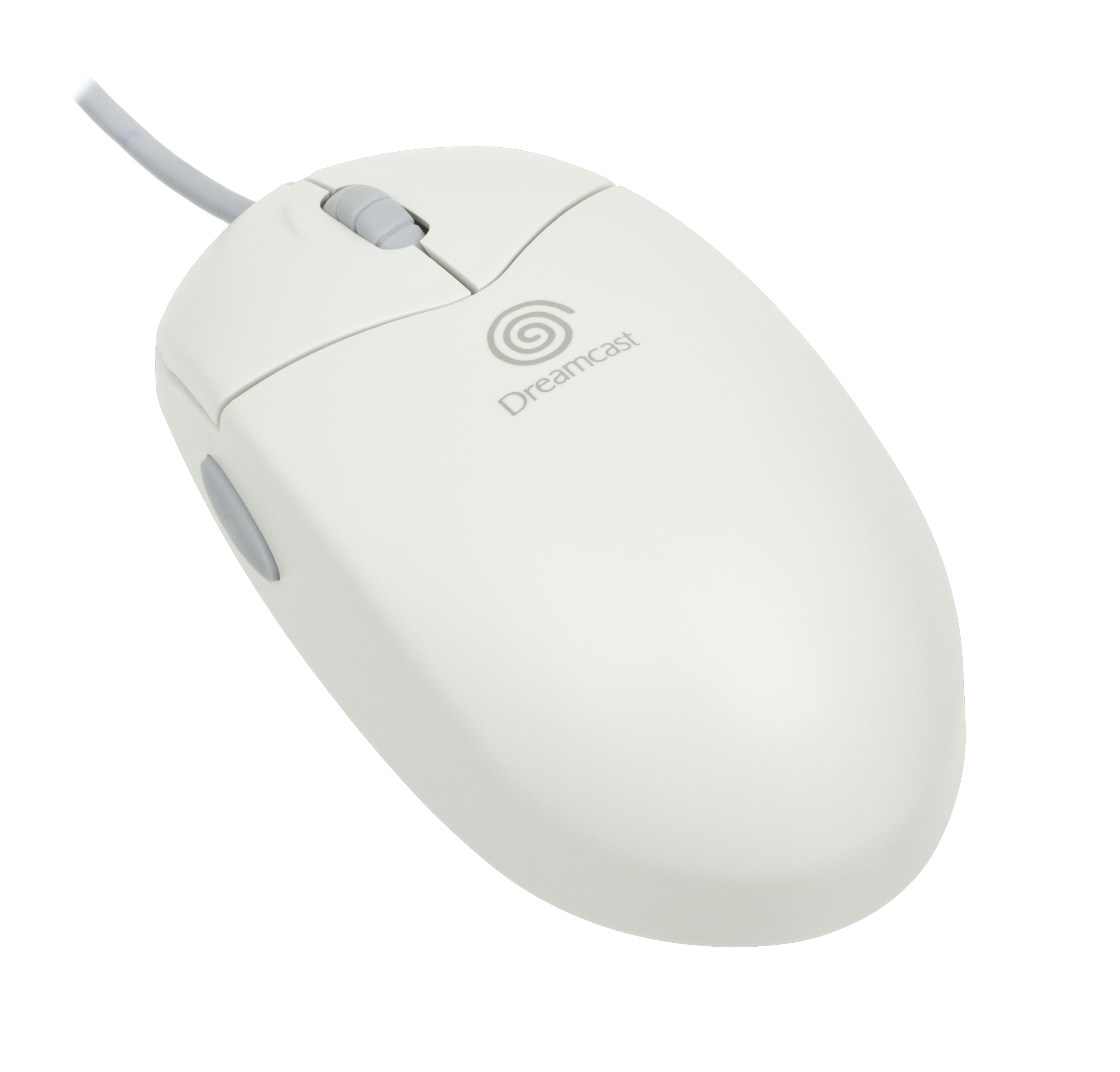
فأرة سيجا دريم كاست

في عام 1988 ظهرت وحدة التحكم في ألعاب الفيديو التعليمية VTech Socrates على فأرة لاسلكية مزودة بلوحة فأرة متصلة كوحدة تحكم اختيارية تستخدم في بعض الألعاب. وفي أوائل التسعينيات تميز نظام ألعاب الفيديو نظام نينتندو الترفيهي الخارق (Super Nintendo Entertainment System) بوجود فأرة بالإضافة إلى وحدات التحكم الخاصة بها. واستخدمت لعبة طلاء ماريو (Mario Paint) على وجه الخصوص قدرات الفأرة، كما فعل خليفتها في نينتندو 64 (N64). أصدرت شركة سيجا الفئران الرسمية لوحدات تحكم: منشأ\ ميجا درايف (Genesis / Mega Drive) وساترن (Saturn) ودريم كاست (Dreamcast). باعت شركة اليابان للكهربائيات (NEC) أجهزة فأرة رسمية لمحرك الكمبيوتر الشخصي ووحدات تحكم PC-FX. وأصدرت سوني فأرة كمنتج رسمي لوحدة تحكم بلاي ستيشن، متضمنًا واحدًا مع مجموعة Linux for PlayStation 2، بالإضافة إلى السماح للمالكين عملياً باستخدام أي فأرة بناقل تسلسلي (USB) مع PS2 وPS3 وPS4. وقد تمت إضافة وي من نينتندو (Nintendo) أيضًا في تحديث برنامج لاحق، وتم الاحتفاظ به على وي يو.